# إنريكي مارتينيز
إنريكي مارتينيز (بالإسبانية: Enrique Martínez)‏ هو سياسي أرجنتيني، ولد في 25 يوليو 1887 في قرطبة في الأرجنتين، وتوفي في 20 فبراير 1938 في فيلا ماريا في الأرجنتين. حزبياً، نشط في الاتحاد المدني الراديكالي. وقد انتخب Governor of Córdoba ‏ وانتخب عضو مجلس النواب في الأرجنتين.